# بطولة ويمبلدون 1919
قائمة ببطولات ويمبلدون لسنة 1919:

## فردي رجال
جيرالد باترسن  نورمن بوركيس . النتيجة: 6-3 7-5 6-2

## فردي سيدات
سوزان لنغلن هزمت  دوروثيا لامبيرت تشامبيرس. النتيجة: 10-8, 4-6, 9-7